# Königswinter
Königswinter es un pueblo alemán, ubicado en el distrito de Rin-Sieg, en el Estado federado de Renania del Norte-Westfalia. Se encuentra en la margen derecha del Rin, frente a Bonn, a los pies de la Siebengebirge. 

## Principales atractivos

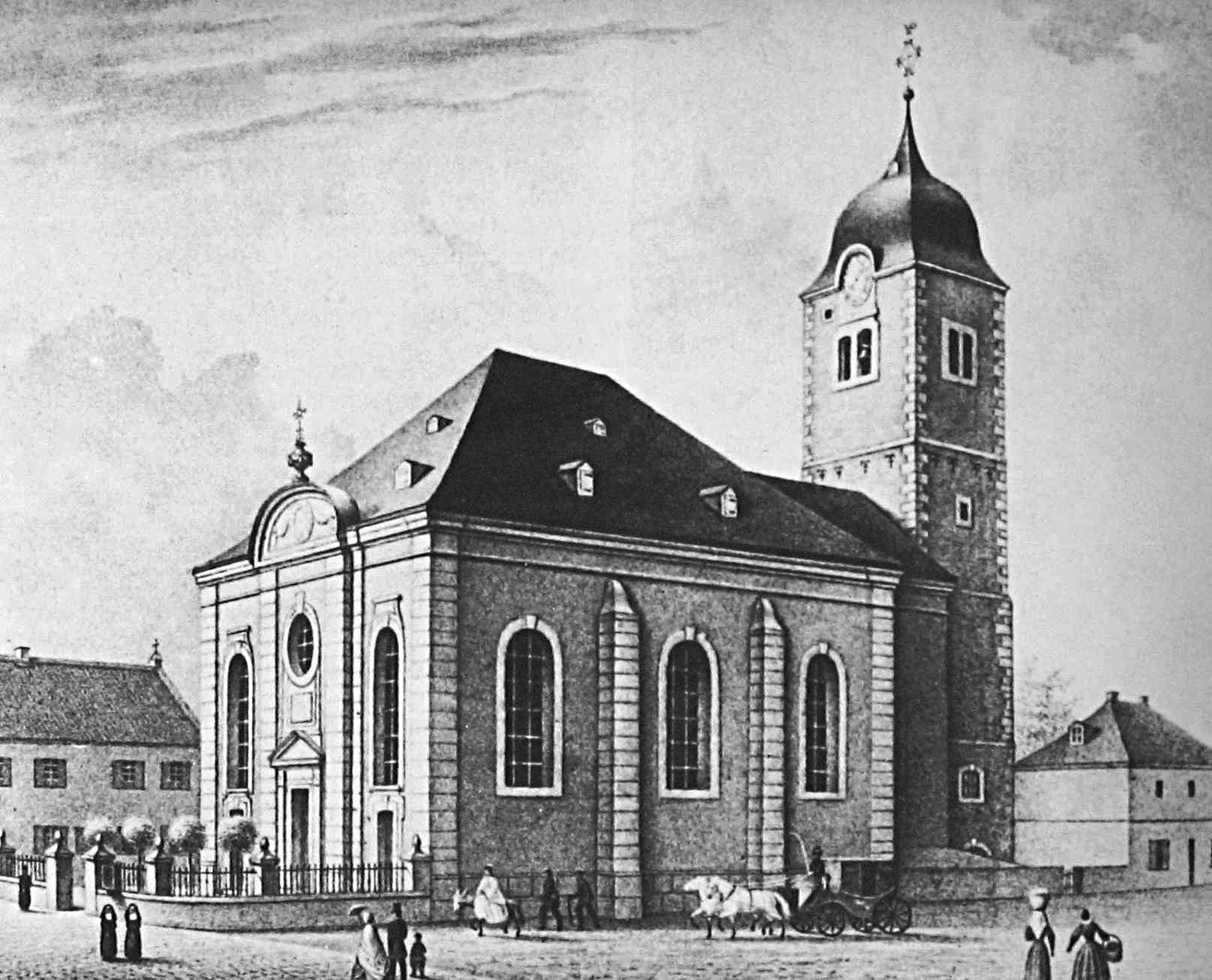
Litografía de la iglesia de San Remigio (August Karstein, 1850).

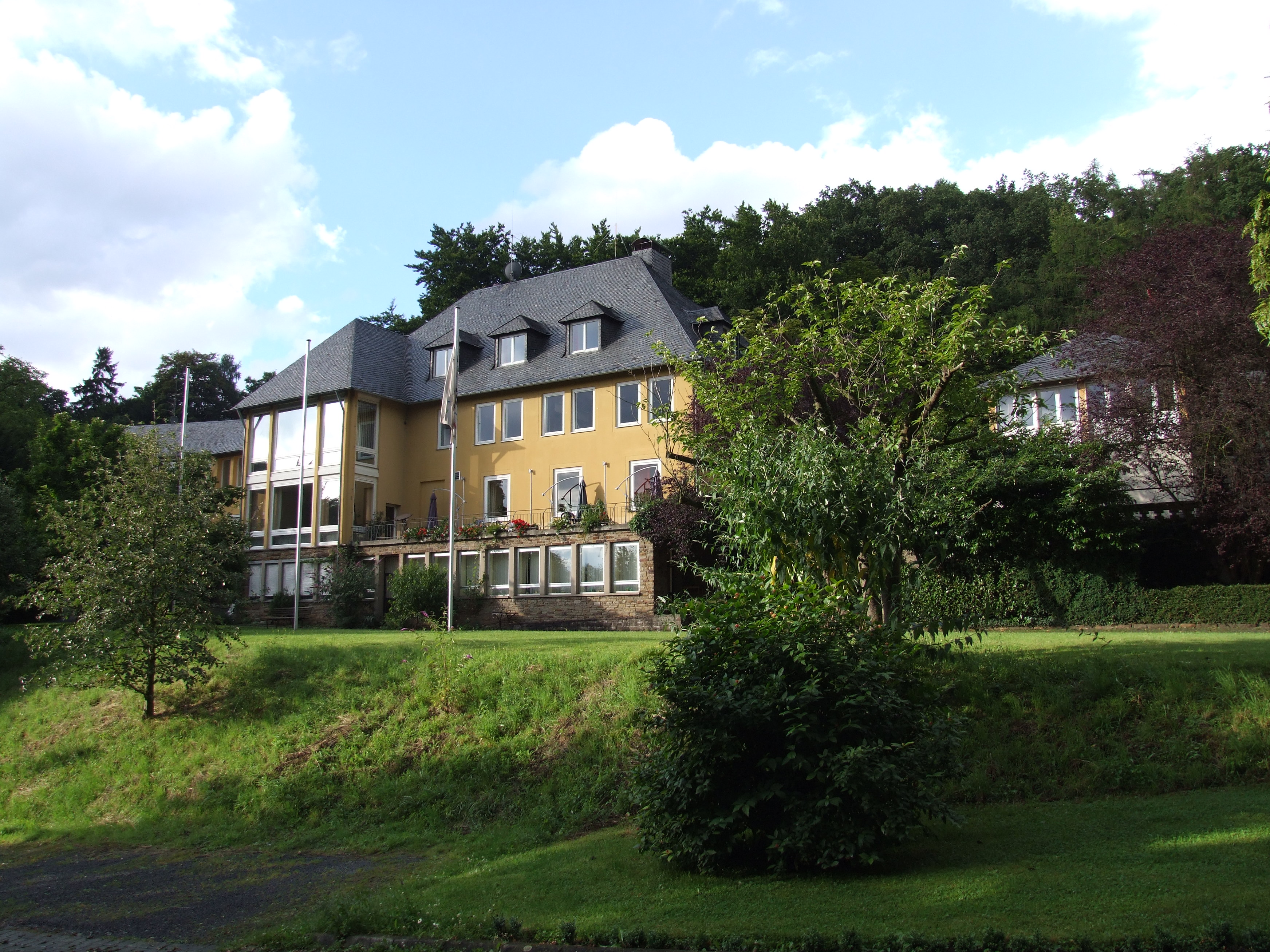
Casas en Königswinter

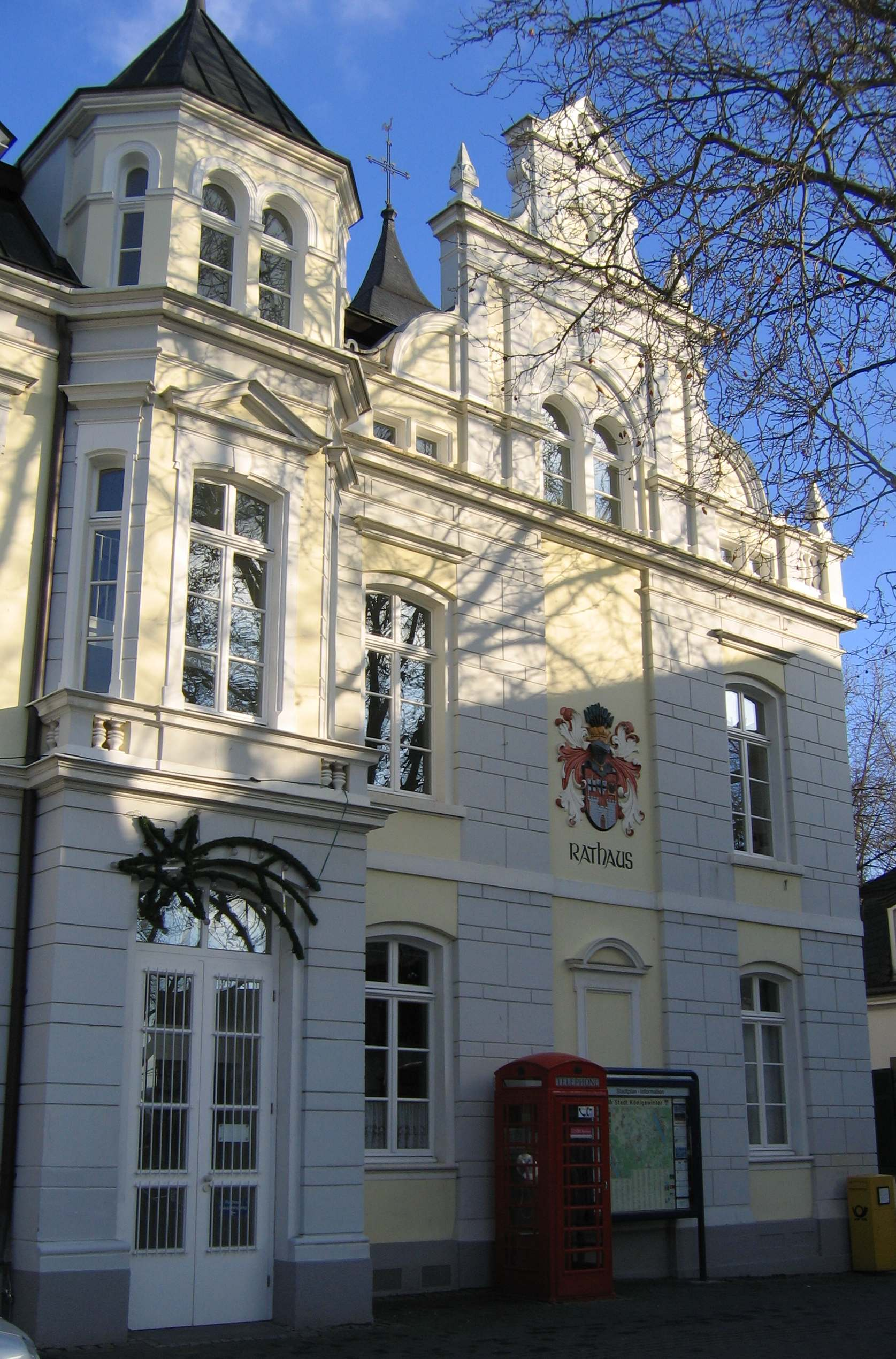
Ayuntamiento de Königswinter

Detrás del pueblo se eleva la montaña Drachenfels, coronada por las ruinas de un castillo construido a inicios del siglo XII por el arzobispo de Colonia. Desde su cumbre, a la que puede accederse por un ferrocarril de cremallera, hay una magnífica vista, celebrada por Lord Byron en Las peregrinaciones de Childe Harold. Según una leyenda, una cueva en la montaña albergaba a un dragón que fue muerto por el héroe de la mitología germana Sigurd.
Desde 1267, se extrajeron de la montaña las piedras necesarias para la construcción de la catedral de Colonia. En el lado norte de la montaña se encuentra el palacio de Drachenburg, construido en 1883.
Königswinter tiene una iglesia católica (San Remigio) y una evangélica. Asimismo, posee un monumento al poeta Wolfgang Müller. Cerca del pueblo se encuentran las ruinas de la abadía de Heisterbach.

## Ciudades hermanadas
Königswinter está hermanado con:
- Cleethorpes, Reino Unido.
- Cognac, Francia.